# 애슈리타 퍼먼

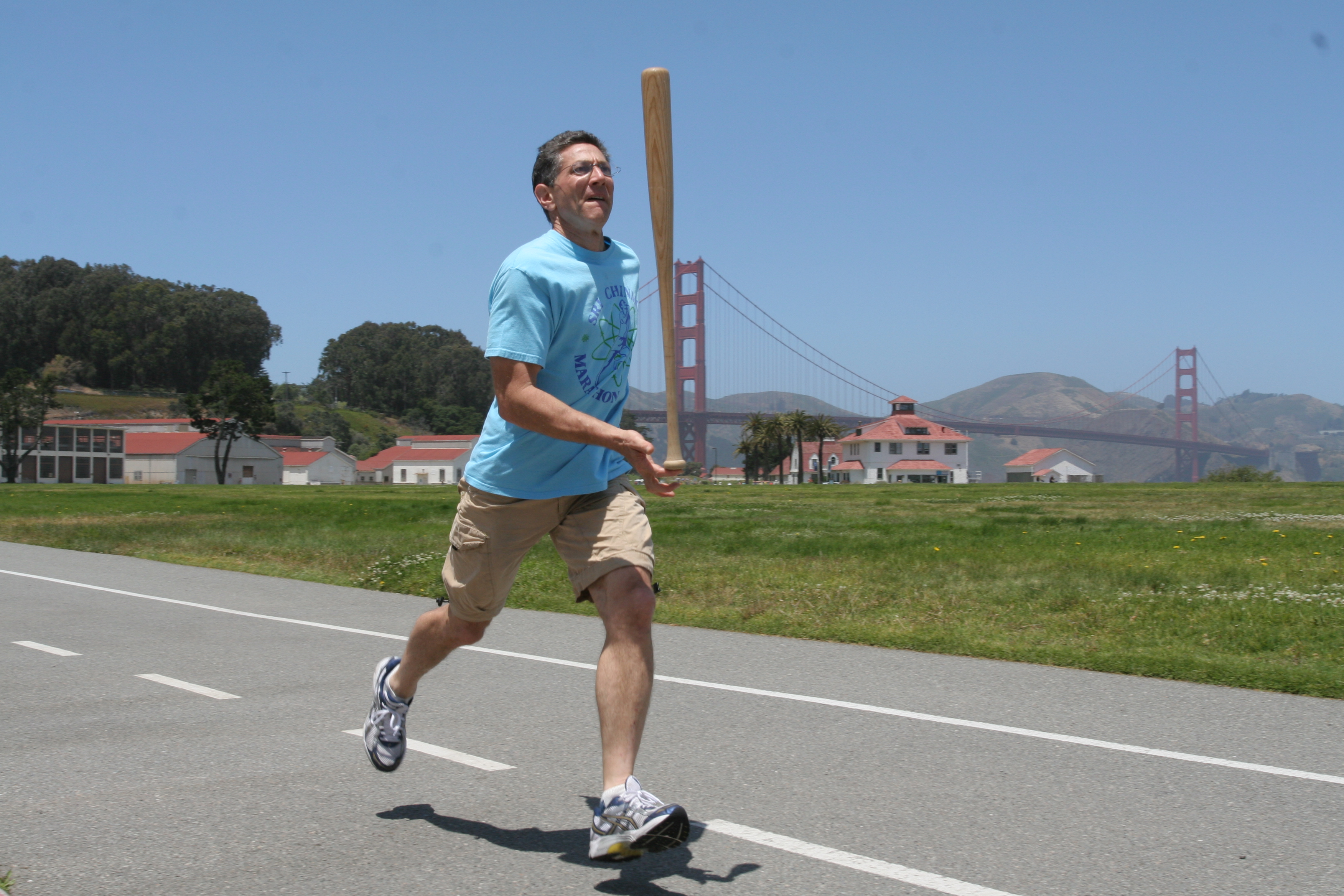
애슈리타 퍼먼

애슈리타 퍼먼(Ashrita Furman, 1954년 9월 16일 ~ )은 가장 많은 기네스 공인 기록을 가지고 있는 인물이다. 미국 뉴욕 퀸스 자메이카에서 건강 식품 가게를 운영하는 사업가이기도 하다.